# Pintassilgo-pinheiro
O pintassilgo-pinheiro é um pássaro norte-americano migratório, da família dos Fringilídeos.

## Descrição
O pintassilgo-pinheiro tem um comprimento de 11 a 14 cm, um peso de 12 a 18 g e uma envergadura entre asas de 12 a 18 cm. O macho tem as partes superiores castanhas com listas escuras e as partes inferiores esbranquiçadas também com listas escuras, as asas são pretas ou castanhas escuras com duas barras amareladas, a cauda é escura com penas amarelas e o bico é comprido e pontiagudo. A fêmea é semelhante ao macho, mas com menos amarelo nas asas e cauda. Os juvenis são amarelo-camurça.
O pintassilgo-pinheiro é uma ave polimórfica, havendo uma pequena percentagem (cerca de 1% segundo McLaren et al. (1989)) dos machos da forma nominal que têm a plumagem esverdeada nas partes superiores e não acastanhada (green morphs).

## Distribuição
Distribui-se pelo Alasca, Canadá, E.U.A., México e Guatemala.

## Taxonomia
Descoberto  por Alexander Wilson, em 1810, perto de Filadélfia, Pensilvânia, E.U.A. tendo-lhe dado o nome de Fringilla pinus. São reconhecidas três subespécies. A subespécie perplexa hibridiza com o carduelis atriceps.
Segundo Arnaiz-Villena et al. (2012), o pintassilgo-pinheiro faz parte da radiação norte-americana de spinus/carduelis, juntamente com o pintassilgo-das-antilhas (carduelis dominicensis) e o pintassilgo-de-chapéu-preto (C. atriceps) e tendo como possível antepassado comum o lugre (c. spinus).

### Subespécies
- S. p. pinus( A. Wilson, 1810) – reproduz-se no sul e centro do Alasca, no Canadá (sul de Yukon, centro de Manitoba, centro do Ontário, centro-sul do Quebeque e Terra Nova. Migra para o norte e centro do México.[8][11]
- c. p. macropterua (Bonaparte, 1850) – norte e centro do México (do norte da Baja California até Veracruz).[8][11]
- c. p. perplexua (van Rossem, 1938) – sul do México (Chiapas) e oeste da Guatemala.[6][8][11]

## Habitat
Frequenta as florestas de coníferas, as florestas mistas, os parques, os bosques suburbanos, os matagais, os prados, o chaparral, as pradarias, os jardins, onde são frequentes nos alimentadores de pássaros.

## Alimentação

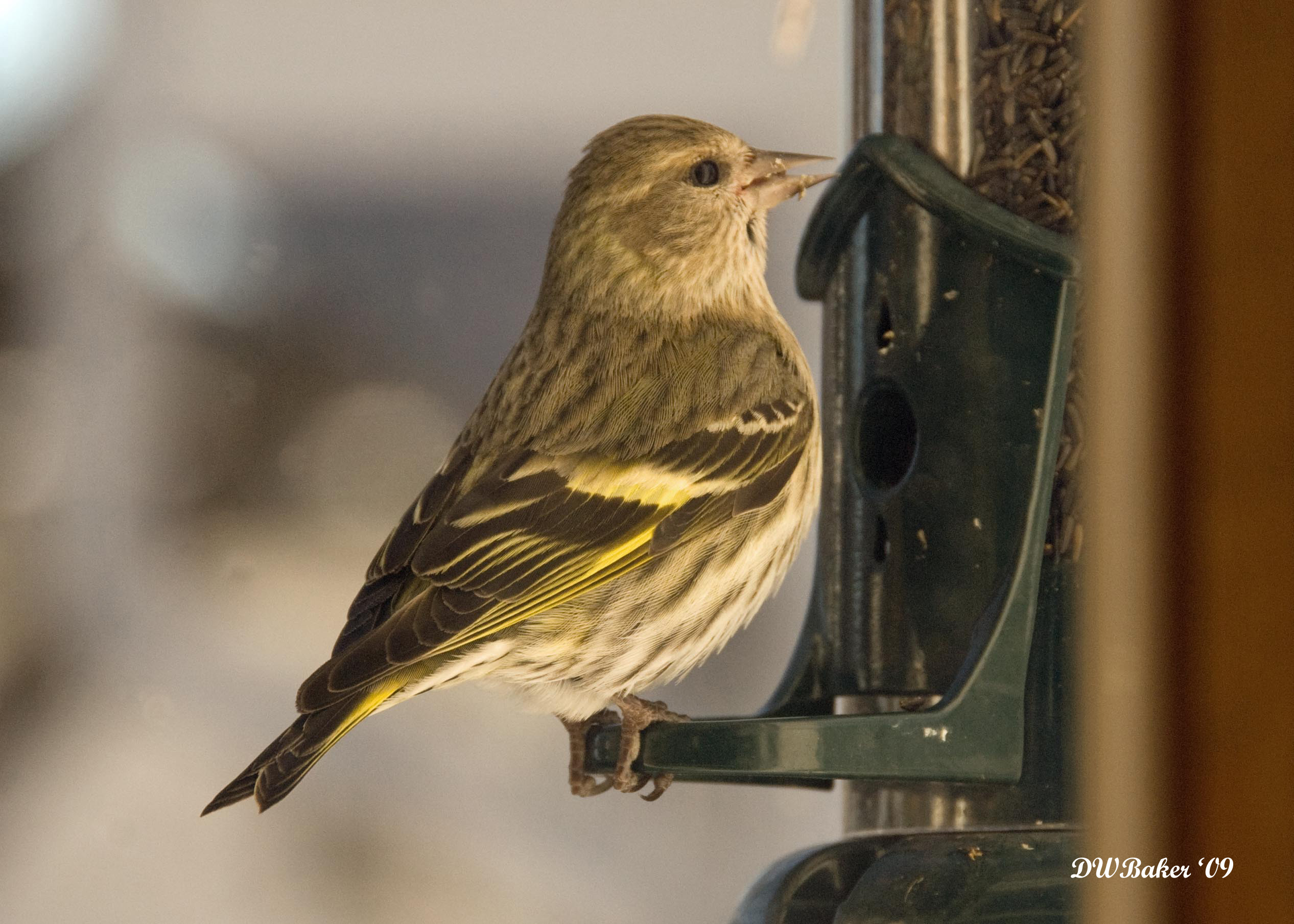
Pintassilgo-pinheiro num alimentador

Alimenta-se principalmente de sementes de coníferas como os pinheiros, as píceas, os cedros, as tsugas e os lariços, mas também de sementes de caducifólias como o alnus, a bétula, a liquidâmbar e o bordo. Come igualmente os rebentos de árvores, os caules  e folhas tenras de plantas herbáceas, as sementes de gramíneas, de dente-de-leão, de girassol, de cardo, insectos, seiva de árvores e produtos contendo minerais como cinza e sal da estrada (utilizado para derreter a neve e o gêlo das estradas no inverno).
O pintassilgo-pinheiro consegue armazenar uma pequena quantidade de sementes (10% do seu peso) numa zona do esófago, que utiliza nas noites geladas com temperaturas abaixo de zero.

## Nidificação
A época de reprodução tem lugar nos mêses de abril e maio, podendo haver uma ou duas posturas. A fêmea constrói o ninho em forma de taça, no ramo de uma árvore, com pauzinhos, raizes, líquenes, palhas, forrado com musgos, pêlos, penas e palhinhas. O macho também pode contribuir com material. A postura é constituída por 3 a 5 ovos azuis-esverdeados com pintas castanhas e pretas, que são incubados pela fêmea durante 13 dias (o macho alimenta-a durante este período). As crias deixam o ninho ao fim de 2 semanas.

## Comportamento
É uma espécie muito gregária, que quando migra chega a juntar-se em bandos de alguns milhares. As suas migrações são erráticas, isto é, não obedecem a um padrão de ano para ano.
Consegue aumentar o seu metabolismo em cerca de 40% em relação a aves do seu tamanho, nas noites geladas com temperaturas abaixo de zero, para se manter quente.
Alimentam-se muitas vezes de cabeça para baixo para melhor chegarem às sementes.

## Filogenia
A filogenia foi obtida por Antonio Arnaiz-Villena et al.

### Fotos
- Flickr pine-siskin
- Flickr pine-siskin
- The internet Bird Collection Pintassilgo-pinheiro fêmea

### Videos
- The internet Bird Collection Pintassilgo-pinheiro alimentando-se
- The internet Bird Collection pintassilgos-pinheiro alimentando-se no solo